# Richard Lennon
Richard Gerard Lennon (ur. 26 marca 1947 w Arlington, Massachusetts, zm. 29 października 2019) – amerykański duchowny katolicki, emerytowany biskup Cleveland w Ohio.
Ukończył seminarium św. Jana w Brighton, gdzie uzyskał licencjat z filozofii. Święcenia kapłańskie otrzymał 19 maja 1973 roku z rąk kardynała Medeirosa. W kolejnych latach zdobył dyplomy z teologii sakramentów i historii Kościoła. Przez kolejne dziesięciolecia pracował duszpastersko na terenie rodzinnej archidiecezji bostońskiej. W roku 1999 został rektorem swej alma mater w Brighton.
29 czerwca 2001 otrzymał nominację na biskupa pomocniczego Bostonu ze stolicą tytularną Sufes. Sakry udzielił mu ówczesny zwierzchnik archidiecezji kard. Bernard Law. Kard. Law ustąpił ze swego stanowiska w atmosferze skandalu po ujawnieniu pedofilii podwładnych mu kapłanów. Lennon został w tym trudnym okresie wyznaczony na administratora apostolskiego archidiecezji. Po nominacji nowego zwierzchnika został wikariuszem generalnym.
4 kwietnia 2006 mianowany został ordynariuszem diecezji Cleveland. Zasłynął tam z zamknięcia wielu parafii (z powodów finansowych i braku kapłanów), czym wzbudził krytykę i niechęć ze strony diecezjan. M. in. z tego powodu, jak również z powodu petycji słanych przez wiernych do Rzymu papież, na wniosek samego Lennona, powołał wizytatora by dokonał oceny rządów diecezją. Był nim emerytowany biskup Trenton w New Jersey John Mortimer Smith.
W listopadzie 2016 bp Lennon wystosował do papieża Franciszka prośbę o wcześniejsze zwolnienie go z pełnienia funkcji ordynariusza Cleveland. 28 grudnia papież przychylił się do jego prośby.